# Luís José dos Reis Alpoim
Luís José dos Reis Alpoim foi um militar e político brasileiro, nascido no Rio de Janeiro. É descendente do brigadeiro José Fernandes Pinto Alpoim, que entre outras contribuições, construiu os Arcos da Lapa e o Paço Imperial.
Tenente de artilharia, foi deportado do Rio de Janeiro para o Rio Grande do Sul, depois de participar de manifestações populares. Em 7 de abril de 1832 provocou polêmica em Porto Alegre ao sair pelas ruas da cidade com soldados do 10° e 13° batalhões de caçadores bradando vivas ao imperador, à constituição, à federação e a Cipriano Barata, um dos líderes da Confederação do Equador. Na mesma época, criou o Partido Farroupilha, buscando criar a federação, desenvolver o nacionalismo e proclamar a república.
Em 1857 era 1° escriturário na Tesouraria do Rio de Janeiro, chefiada por João Antônio de Magalhães Calvet.